# مورييل فوكس
موريل فوكس (ولدت في 3 فبراير 1928 (91 عامًا) في نيوارك بولاية نيو جيرسي) هي ناشطة تنفيذية للعلاقات العامة الأمريكية وناشطة في مجال المساواة بين الجنسين.

## الطفولة والتعليم
كان والدا موريل فوكس هما آن فوكس (اللقب قبل الزواج روبنشتاين) ومورو موريس فوكس. قالت مورييل، في عام 1980، (في تجمع عيد الأم من أجل تعديل الحقوق المتساوية) أن مصدر إلهام كبير لنشاطها النسوي كان عدم رضا أمها عن كونها ربة منزل. كان لديها أخ، جيري، الذي توفي عام 1988 عن عمر يناهز 55 عامًا.
تخرجت من مدرسة ويكواهيك الثانوية عام 1945.
تخرجت بامتياز مع مرتبة الشرف وبعضوية في جمعية فاي بيتا كابا من كلية بارنارد في عام 1948، بعد أن انتقلت من كلية رولينز.

## الحياة الشخصية
تزوجت من الدكتور شيبارد أرونسون في عام 1955. ورُزقا بطفلين، إريك (مواليد 1960) وليزا (مواليد 1961).

## المسيرة المهنية
بعد التخرج من الكلية عملت مؤلفة لإعلانات شركة سيرز رويبيك في نيويورك، ثم عملت مديرة للدعاية لشركة توم جيفرسون وشركاه في ميامي، فلوريدا، حيث ترأست حملة إعادة انتخاب السناتور كلود بيبر في مقاطعة ديد وساعدت في انتخاب وليام م. ولفارث حاكمًا لميامي.
في عام 1950 تقدمت بطلب للحصول على وظيفة في شركة كارل بيوار وشركاه، والتي كانت آنذاك أكبر وكالة للعلاقات العامة في العالم، ولكن نائب الرئيس التنفيذي للوكالة رفضها، إذ قال «نحن لا نوظف كاتبات». ومع ذلك، في وقت لاحق من عام 1950 عُينت بصفتها خبيرة العلاقات العامة في قسم راديو وتلفزيون كارل بيوار وشركاه. أصبحت عام 1952 رئيسة لهذا القسم، وفي عام 1956 أصبحت أصغر نائب رئيس للوكالة. وقيل لها بعد ذلك إنها وصلت إلى ما هي عليه لأن مديري الشركات التنفيذيين لا يستطيعون التعامل مع المرأة. ولم تحل سبعينيات القرن الماضي حتى أصبحت نائبة الرئيس التنفيذية للوكالة. وصفتها مجلة بيزنيس ويك في قائمتها التي تضم 100 سيدة من أفضل الشركات في يونيو 1976 بأنها المرأة الرائدة في العلاقات العامة. تقاعدت عام 1985 من الوكالة.
كما شغلت منصب رئيس فروع شركة باي ميديا (لتدريب التواصل) وشركة باي مارت (للحسابات الصغيرة).
عملت أيضًا في مجلس إدارة شركة رورار الصيدلية من 1979 إلى 1993، وترأست لجنة الترشيح التابعة لها، وفي مجلس إدارة شركة هارلي سفيل للتأمين المتبادل من 1976 إلى 2000، وترأست لجنة التدقيق.

## النشاط النسوي
في الفترة بين عامي 1965-1968، اشتركت مع السناتور ماورين نيوبيرج في رئاسة فريق العمل الذي كان آنذاك نائب الرئيس هوبر همفري يرأسه حول أهداف المرأة.
في عام 1966 شاركت في تأسيس المنظمة الوطنية للمرأة، وكانت المساعد الرئيسي ورئيسة عمليات بيتي فريدان ومديرة العمليات في سنواتها الأولى. وساعدت أيضًا في تعديل بيان الغرض الأصلي للمنظمة الوطنية للمرأة (1966). في عام 1967، قامت بتنظيم فصل المنظمة الوطنية للمرأة في نيويورك، وأسست وحررت أول صحيفة إخبارية وطنية للمنظمة الوطنية للمرأة بين عامي (1970-1971). كانت رئيسة العلاقات العامة للمنظمة الوطنية للمرأة وشغلت في نهاية المطاف منصب نائب رئيس المنظمة الوطنية للمرأة (1967-1970)، ورئيس مجلس إدارتها (1971-1973)، ورئيسة لجنتها الاستشارية الوطنية (1973-1974). في عام 1975، نظمت اجتماعًا ناجحًا بين مسؤولي المنظمة الوطنية للمرأة وعميل شركة بايور (مسلسل شارع سمسم) والذي أوقف مقاطعة مخططة للمنظمة الوطنية للمرأة بينما أدى أيضًا إلى زيادة مشاركة الشخصيات النسائية في البرنامج التلفزيوني المؤثر.
في عام 1970 كانت أحد مؤسسي صندوق الدفاع القانوني والتعليم التابع للمنظمة الوطنية للمرأة، وعملت في مجلس إدارته في عام 1974، وشغلت أيضًا منصب نائب الرئيس (1977-1978)، ورئيس الصندوق (1978-1981)، ورئيس مجلس الإدارة (1981-1992)، والرئيس فخري لمجلس الإدارة (1993 حتى الآن). نظمت لصالح صندوق الدفاع القانوني والتعليم التابع للمنظمة الوطنية للمرأة وترأست الجمعية الوطنية لمستقبل الأسرة (1979)، وعقدت مع 2100 من القادة المدنيين في المنتدى العام الأول الذي سلط الضوء على تحول الأسرة الأمريكية في العصر الحديث. وفي عام 1979 أيضًا، أقامت حفلة عشاء لتوزيع جوائز تكافؤ الفرص في حفل توزيع جوائز صندوق الدفاع القانوني والتعليم التابع للمنظمة الوطنية للمرأة السنوية، وشاركت في رئاسته لمدة 22 عامًا مع رؤساء مشاركين من بينهم مدراء تنفيذيون أمريكيون بارزون. كما ترأست دعوة صندوق الدفاع القانوني والتعليم التابع للمنظمة الوطنية للمرأة حول القيادة الجديدة للمصلحة العامة (1981) لإقناع قادة الأعمال والحكومة والعمل والسياسة العامة بأن يكونوا حلفاءً نسويين.
كانت مؤسسًا مشاركًا في عام 1974، والرئيس الثاني في المنتدى النسائي بنيويورك في 1976-1978، وهي منظمة تضم نساء بارزات هدفها المعلن في الأصل هو «جمع النساء اللاتي حققن إنجازات متنوعة وتوفير منتدى لهن من أجل تبادل الأفكار والخبرات، وبذلك يصبحن واعيات لنظرائهم في جميع المجالات والمصالح والمواقف المتبادلة، ويمكنهن، عندما يرغبن، التحدث في حفلة موسيقية حول القضايا التي تواجه المجتمع بأكمله».
ابتداء من عام 1993 ترأست مجلس النسويات المخضرمات في أمريكا. نظمت لهم وترأست مؤتمرات مثل مؤتمر تحية إلى المؤلفات النسويات وتحة للفنانات النسويات.
كانت محررة رئيسية لكتاب النسويات اللاتي غيرن أمريكا والذي صدر عام 2006.
جمعت ملايين الدولارات لقضايا نسوية.
ألقت محاضرات في أنحاء مختلفة من العالم حول النسوية و "تسلق النساء لسلم السلطات في الشركات، من بين مواضيع أخرى. حثت النساء الناجحات، في خطبها، على التخلي عن أدوارهن القديمة كربات منازل في عالم الرجل. كانت أكثر كلماتها تأثيرًا هي دعوة حث النساء الناجحات لقول «نعم، أنا نسوية».

## التكريم
حصلت عام 1985 على جائزة ألومنا للمرأة المتميزة من كلية بارنارد، وأصبحت أول فائزة بجائزة إلينور روزفلت للقيادة في ولاية نيويورك. في عام 1991، أنشأت جائزة موريل فوكس لقيادة التواصل نحو مجتمع عادل، والتي تسمى أيضًا فوكسي، من قبل صندوق الدفاع القانوني والتعليم المنظمة الوطنية للمرأة. كانت أول مستلم لها. في عام 1996، منحها الصندوق جائزة بطلتنا مدى الحياة من أجل تكريس قضية المساواة للمرأة.
ظهرت في فيلم التاريخ النسوي She's Beautiful When She's Angry الذي صدر عام 2014.
كانت أول مديرة علاقات عامة تفوز بجائزة الإنجاز للنساء الأمريكيات في الإذاعة والتلفزيون، وأول امرأة تحصل على جائزة أفضل قائد أعمال من منظمة الأميركيين للعمل الديمقراطي.
كما حصلت على جائزة كارولين ليكسو بابكوك من المنظمة الوطنية للمرأة في مقاطعة روكلاند، وجائزة المواطن المتميز من مأوى روكلاند كاونتي العائلي، وجائزة ماتريكس من نساء نيويورك في مجال الاتصالات، وجائزة امرأة الإنجاز من نادي وينجز، وجائزة المرأة من أجل النساء من المنظمة الوطنية للمرأة في ولاية نيويورك.
وهي مدرجة في قائمة من هو في أمريكا، ومن من في العالم، وأهم النساء في القرن العشرين، ومن من النساء الأميركيات، والنسويات اللاتي غيرن أمريكا.
«أوراق ضابط المنظمة الوطنية للمرأة مورييل فوكس، 1966-1971» موجودة في مكتبة آرثر وإليزابيث شليزنجر عن تاريخ المرأة في أمريكا، معهد رادكليف للدراسات المتقدمة، جامعة هارفارد.